# Trinationaler Eurodistrict Basel

Ballungsraum Basel

Der Trinationale Eurodistrict Basel (TEB; französisch Eurodistrict Trinational de Bâle, ETB) ist eine Organisation von Städten, Gemeinden, Gemeindeverbänden und Gebietskörperschaften sowie kommunalen Zweckverbänden in der trinationalen Agglomeration Basel. Er setzt sich aus 81 Mitgliedern der drei Länder und mehr als 900.000 Einwohnern zusammen und hat es sich zum Ziel gesetzt, Projektideen, Planungen oder Planungsabsichten in der trinationalen Agglomeration zu koordinieren und zusammenzuführen sowie den Austausch innerhalb der trinationalen Bevölkerung zu fördern.

## Geschichte
Das Gebiet des Oberrheins kann auf eine lange Geschichte der grenzüberschreitenden Kooperation zurückblicken. Die Bewohner der Region überquerten die heute bekannten Grenzen zwischen Frankreich, Deutschland und der Schweiz auf Dauer. Dieser intensive wirtschaftliche und soziale Austausch über Gebietsgrenzen hinweg machten eine Kooperation auch auf behördlicher Ebene nötig.
Dennoch nahm im Verlauf des 19. Jahrhunderts die grenzüberschreitende Kooperation am Oberrhein ab. Dies war einerseits aufgrund des erstarkenden Nationalismus zu dieser Zeit, aber auch aufgrund des Deutsch-Französischen Krieges. Mit dem Beginn des Ersten Weltkriegs wurden die Grenzen weiter verstärkt. Während der Weltkriege erfolgte weiterhin Warenaustausch in der Region, eine Kooperation auf der subnationalen Ebene war jedoch kaum mehr möglich.

### Institutionalisierung nach den Weltkriegen
Nach Ende des Zweiten Weltkriegs wurde die grenzüberschreitende Kooperation in der trinationalen Agglomeration Basel so rasch wie möglich wieder aufgenommen. Eine der ersten Errungenschaften war die Eröffnung des heutigen Euro-Airport Basel Mulhouse Freiburg im Jahr 1946. In den darauffolgenden Jahren bestand die grenzüberschreitende Kooperation hauptsächlich aus einer informellen, sektoriellen Zusammenarbeit.
Mit der Gründung des Vereins Regio Basiliensis in 1963 sowie der Regio du Haut-Rhin in 1965 wurden erste Resultate dieser grenzüberschreitenden Kooperation sichtbar. Der informelle Charakter der Kooperation am Oberrhein wurde von nationalstaatlicher Seite, besonders der französischen, kritisch betrachtet. Die drei Regierungen beschlossen somit, der Kooperation einen institutionellen Rahmen zu geben. Mit der Regierungsvereinbarung in Bonn vom 22. Oktober 1975 wurde dies erreicht.

### Einführung des Interreg-Programms
Im Rahmen der Europäischen territorialen Zusammenarbeit (ETZ) lancierte die Europäische Union im Jahr 1989 das Interreg-Programm. Dies gab europäischen Akteuren der Regionalentwicklung weiteren Aufschwung. Für die Region des Oberrheins wurde in den ersten drei Programmperioden die Interreg-Programme noch in die Gebiete PAMINA und Oberrhein Mitte-Süd unterteilt. Ab 2007 wurde daraus das Gebiet Interreg Oberrhein gebildet. Durch die Einführung des Interreg-Programms wurde Projektträgern ermöglicht, Fördergelder der europäischen Union zu erhalten.

### Die Oberrheinkonferenz
Praktisch zeitgleich mit dem Bonner Abkommen von 1975 wurden zwei Regionalausschüsse gegründet: Das „Comité Bipartite“ für das nördliche Gebiet und das „Comité tripartite“ für das südliche Gebiet. Die Aufteilung erwies sich jedoch in den folgenden Jahren als eher ineffizient und träge. 1991 wurde aus den beiden Ausschüssen die deutsch-französisch-schweizerische Oberrheinkonferenz gegründet. Mit der deutsch-französisch-schweizerischen Regierungsvereinbarung von 2000 in Basel wurde die Bedeutung der Oberrheinkonferenz vertraglich anerkannt und festgelegt.

### Die Gründung der trinationalen Agglomeration Basel
Nach einem Treffen zwischen Politikern, Planungsbeamten und Wirtschaftsvertretern aus dem Südelsass, Baden und der Nordwestschweiz 1995 begann man mit der Erarbeitung einer Entwicklungsstrategie für die sogenannte Trinationale Agglomeration Basel (TAB). Im Gesamtentwicklungskonzept der TAB wurden sektorale Ziele festgelegt, die mithilfe von Projekten in den Bereichen Besiedlung, Verkehr, Wirtschaft, Natur und Umwelt, Infrastruktur und politische Struktur erreicht werden sollten. Mit der Gründung des TAB-Vereins 2003 wurde erstmals eine koordinierte Raumplanung und eine Gesamtstrategie für die trinationale Region entwickelt.

### Die Eurodistrikte
Anlässlich des 40. Jahrestags des Élysée-Vertrages sprachen sich der damalige deutsche Bundeskanzler Gerhard Schröder und der französische Präsident Jacques Chirac für die Gründung des Eurodistrikt Strasbourg-Ortenau aus. Dieser Aufruf löste eine Dynamik aus. Kurz nach der Gründung des Eurodistrikts Strasbourg-Ortenau 2005 wurde der Eurodistrict der Region Freiburg / Centre et Sud-Alsace im Jahr 2006 gegründet.
Bereits im Zuge des Aufrufes für die Gründung des Eurodistrikts Strasbourg-Ortenau wurde das Interesse bekundet, ein Eurodistrikt im Raum Basel zu schaffen. Dieser sollte die bestehenden TAB-Strukturen weiterentwickeln. Um dies zu verwirklichen, entwickelte ein trinationaler Lenkungsausschuss in Zusammenarbeit mit der Regio Basiliensis und dem TAB-Verein eine Projektskizze. Die Planung eines Eurodistrikts wurde zuerst von den einzelnen Körperschaften ratifiziert, bevor am 26. Januar 2007 im französischen Saint Louis die Gründungsvereinbarung des trinationalen Eurodistrict Basel unterzeichnet wurde.

## Ausdehnung

### TEB
Der TEB erstreckt sich heute über folgende Gebiete:
- In der Schweiz:
  - der Kanton Basel-Stadt
  - der Kanton Basel-Landschaft
  - aus dem Kanton Solothurn die Bezirke Dorneck und Thierstein sowie Gemeinden des Forums Schwarzbubenland
  - aus dem Kanton Aargau die Gemeinden des Planungsverbandes Fricktal Regio
- In Frankreich:
  - die Gemeinden der Pays de Saint-Louis mit der Communauté d’agglomération des Trois Frontières, der Communauté de communes de la Porte du Sundgau und der Communauté de communes du Pays de Sierentz
- In Deutschland:
  - der Landkreis Lörrach
  - aus dem Landkreis Waldshut die Städte Wehr und Bad Säckingen

Mit rund 830.000 Einwohnern hat der TEB eine Bevölkerungszahl von Metropolenformat. 60 % der Bevölkerung leben in der Schweiz, 30 % in Deutschland und 10 % in Frankreich.

### TAB
Die TAB ist kleiner als der TEB und umfasst jene 54 Gemeinden, die die Kriterien für eine Agglomeration gemäß Bundesamt für Statistik erfüllen:
- In der Schweiz
  - der Kanton Basel-Stadt (3 Gemeinden)
  - aus dem Kanton Basel-Landschaft der Bezirk Arlesheim (15 Gemeinden) und aus dem Bezirk Liestal die Gemeinden Pratteln, Augst, Giebenach, Frenkendorf und Füllinsdorf sowie die Stadt Liestal (6 Gemeinden, BL total 21 Gemeinden).
  - aus dem Kanton Solothurn die Gemeinden Bättwil und Witterswil (2 Gemeinden)
  - aus dem Kanton Aargau im Bezirk Rheinfelden die Gemeinden Kaiseraugst, Olsberg, Magden und Möhlin sowie die Stadt Rheinfelden (5 Gemeinden).
- In Frankreich
  - die Gemeinden der Communauté d’agglomération des Trois Frontières (10 Gemeinden)
- In Deutschland
  - aus dem Landkreis Lörrach die Kreisstadt Lörrach, die Großen Kreisstädte Rheinfelden und Weil am Rhein, sowie die Gemeinden Schwörstadt, Grenzach-Wyhlen, Inzlingen, Binzen, Rümmingen, Wittlingen, Eimeldingen, Fischingen, Schallbach und Efringen-Kirchen (3 Städte und 10 Gemeinden)

## Organisation
Der TEB ist ein Verein nach privatem französischem Recht. Er besteht aus verschiedenen Organen und Gremien.

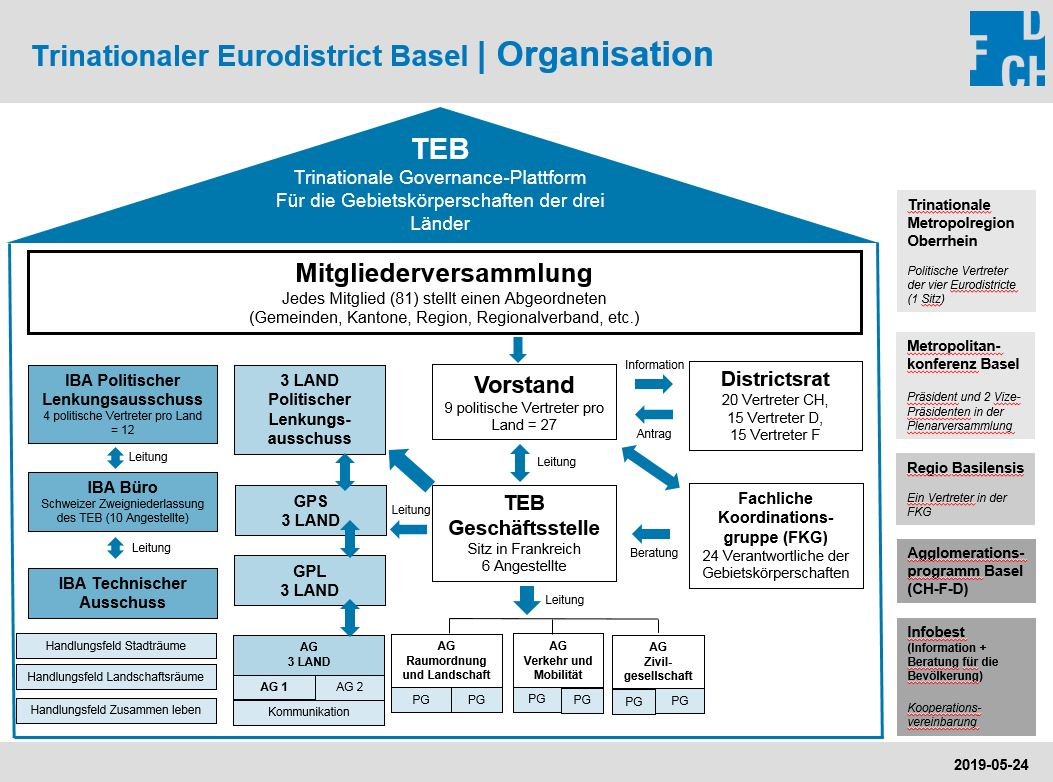
Organigramm des Trinationalen Eurodistrict Basel

### Die Mitgliederversammlung
Die Mitgliederversammlung setzt sich aus Vertretern der Vereinsmitglieder zusammen. Die Mitglieder entsenden jeweils einen Delegierten an die Versammlung. Jeder Delegierte verfügt über eine Stimme. Die Versammlung wird vom Präsidenten des TEB einmal pro Jahr einberufen. An der Mitgliederversammlung werden die generelle Ausrichtung, die Ziele und die Programme des Vereins festgelegt. Zudem werden die Mitgliederbeiträge festgelegt sowie die jährliche Abrechnung, der Jahresbericht und das Budget verabschiedet.

### Der Vorstand
Der Vorstand des TEB setzt sich aus jeweils neun schweizerischen, deutschen und französischen Mitgliedern zusammen. Sie werden von der Mitgliederversammlung gewählt. Der Vorstand entscheidet über die laufenden Geschäfte und die Leitung des Vereins. Assoziierte Mitglieder sowie der Präsident des Districtrats nehmen mit beratender Stimme an den Vorstandssitzungen teil. Die Sitzungen finden mindestens vier Mal im Jahr statt.
Der Vorstand wird für zwei Jahre gewählt. Dieses Mandat kann durch Wiederwahl verlängert werden. Um Vorstandsmitglied zu werden, muss die Person einem auf Wahl basierendes Mandat innerhalb seiner Gebietskörperschaft nachgehen. Aktueller Präsident ist Mike Keller, Gemeindepräsident von Binningen.

### Das Präsidium
Das Präsidium des TEB besteht aus einem Präsidenten oder einer Präsidentin sowie aus zwei Vizepräsidenten oder Vizepräsidentinnen. Jedes Mitglied des Präsidiums repräsentiert eine Nation, wodurch eine einseitige Interessensausrichtung vermieden wird. Die Amtszeit der Präsidenten und der Vizepräsidenten beträgt zwei Jahre. Die Präsidentschaft wechselt in diesen Abständen zwischen den drei Ländern.
Das Präsidium koordiniert die Arbeit des TEB, definiert die Strategie und wacht über die Einhaltung der Vereinssatzung.

### Die Geschäftsstelle
Die Geschäftsstelle stellt die Verwaltung des TEB dar. Sie unterstützt die Arbeit des Vorstands und des Präsidenten. Zentrale Aufgaben der Geschäftsstelle beinhalten die Umsetzung der Beschlüsse des Vorstands und des Präsidiums, die Projektentwicklung, die Öffentlichkeitsarbeit sowie die Koordination der Arbeits- und Expertengruppen.

### Die Arbeitsgruppen
Die Arbeitsgruppen bereiten die Beschlüsse des Vorstands in verschiedenen Themenfeldern vor. Aus den Arbeitsgruppen können neue Projekte und Partnerschaften entstehen. Der TEB verfügt über folgende Arbeitsgruppen:
- Fachliche Koordinationsgruppe (bestehend aus 24 Verwaltungsbeamten)
- Raumordnung und Landschaft
- Mobilität und Verkehr
- Zivilgesellschaft

### Der Districtsrat
Der Districtsrat des TEB setzt sich aus 20 schweizerischen, 15 französischen und 15 deutschen Gemeinderäten zusammen. Der Rat tagt mindestens zweimal jährlich.
Der Rat ist in sechs ständigen Kommissionen untergliedert. Diese sind:
1. Kommission Bildung, Kultur, Jugend, Sport und Identität
2. Kommission Soziales, Gesundheit und Forschung
3. Kommission Umwelt, Energie und Landwirtschaft
4. Kommission Verkehr
5. Kommission Raumordnung
6. Wirtschaft, Arbeitsmarkt und Tourismus

Der Districtrat kann sich in Form von Anträgen an den Vorstand zu einem Sachverhalt äussern, er kann Stellungnahmen verabschieden und Resolutionen verfassen.

## Ziele
Ziel des TEB ist die Verbesserung der grenzüberschreitenden Zusammenarbeit und Koordination in der Raumplanung. Damit soll die Agglomeration als europäischer Wirtschaftsstandort attraktiver gestaltet und gestärkt werden.
Zahlreiche Schlüsselprojekte wurden festgelegt und ein gemeinsames Entwicklungskonzept ausgearbeitet. Außerdem wurde ein Verein zur nachhaltigen Raumentwicklung der TEB gegründet.
Der TEB nennt vier übergeordnete Ziele:
- die Identifikation der Bürger mit der trinationalen Region stärken
- die Bürgerbeteiligung bei grenzüberschreitenden Fragen steigern
- die grenzüberschreitende Zusammenarbeit ausbauen
- den gemeinsamen europäischen Lebensraum für alle attraktiver und lebenswerter gestalten

## Finanzierung
Der TEB wird durch die jährlichen Beiträge seiner Mitglieder sowie mithilfe von europäischen, nationalen und lokalen Fördergeldern und Subventionen finanziert.

## Projekte
Der Trinationale Eurodistrict Basel begleitet verschiedene längerfristige Projekte, deren Realisierung wiederum durch verschiedene Einzelprojekte ermöglicht wird.

### Internationale Bauausstellung (IBA)
Die Internationale Bauausstellung Basel (IBA) wurde auf Initiative des TEB von den in ihm zusammengeschlossenen Gebietskörperschaften für den Zeitraum von 2010 bis 2020 ins Leben gerufen. Die IBA unterstützt die Realisierung von grenzüberschreitenden Projekten mit einem Schwerpunkt in den Themenbereichen „Landschaftsräume“, „Stadträume“ und „zusammen Leben“. Dies können beispielsweise Projekte für den Bau neuer Parks, Quartiertreffpunkte oder Fuss- und Fahrradwege sein.
Damit verfolgt die IBA ihr Ziel, Ansätze für die Schaffung eines zusammenhängenden grenzüberschreitenden Raumes auf der strategisch-politischen Ebene in die praktische Ebene zu transferieren.

### 3Land
Das Projekt 3Land ist ein gemeinsames Stadtentwicklungsprojekt der Nachbarstädte Weil am Rhein (D), Huningue (F) und Basel (CH) unter dem Motto „Drei Städte – eine gemeinsame Zukunft“. Der Landkreis Lörrach, Saint-Louis Agglomération, die Collectivité européenne d’Alsace und die Stadt Saint-Louis sind ebenfalls beteiligt. Das Ziel dieses trinationalen Projekts ist es, auf Grundlage gemeinsamer Planungsvereinbarungen ein grenzüberschreitendes Quartier mit den Schwerpunkten Mobilität und Nutzungen, Natur und Landschaft sowie Stadtplanung zu entwickeln. Das Projekt hat mehrere Teilprojekte und führt in diesem Rahmen mehrere Machbarkeitsstudien durch, um das gemeinsame städtebauliche Konzept zu vertiefen.
Das Projekt Vis-à-vis ist eines der ersten Teilprojekte, das im Rahmen des 3Land-Projekts durchgeführt wurde. Im Mittelpunkt stand die abgestimmte Planung und Realisierung eines grenzüberschreitenden Parks auf beiden Seiten der Dreiländerbrücke in den Partnerstädten Huningue und Weil am Rhein. Das Projekt wurde vom TEB getragen und vom Europäischen Fonds für Regionale Entwicklung (EFRE) im Rahmen des Programms INTERREG V Oberrhein der Europäischen Union gefördert.

### Dreilandradreiseregion
Mit dem Projekt „Dreilandreiseregion“ wird das Ziel verfolgt, den Radtourismus in der trinationalen Agglomeration Basel zu fördern. Dazu soll mithilfe von Beschilderungen, Karten, Internetauftritten und Informationstafeln auf grenzüberschreitende Radtouren aufmerksam gemacht werden und deren Benutzung erleichtert werden. Die Projektpartner stammen aus allen drei Ländern. Finanziell unterstützt wird das Projekt vom Europäischen Fonds für regionale Entwicklung (EFRE) der Europäischen Union (INTERREG V Oberrhein) und der Neuen Regionalpolitik (NRP) der Schweiz.

### Parc des Carrières
Das IBA Projekt „Parc des Carrières“ hat zum Ziel, im Gebiet zwischen den Städten Basel, Allschwil, Hégenheim und Saint Louis eine Naherholungszone entstehen zu lassen. In dem von grossflächigem Kiesabbau geprägten Gebiet sollen Fuss- und Fahrradwege entstehen. Zudem sollen Flächen, die nicht mehr für den Kiesabbau benutzt werden, fortlaufend umgestaltet werden. Die Projektträger bestehen aus mehreren schweizerischen und französischen Organisationen und Gemeinden.

## Förderinstrumente
Der TEB verfügt über mehrere Förderinstrumente, mithilfe derer zivilgesellschaftliche Projekte gefördert werden sollen, die zum interkulturellen Austausch der Bewohner der trinationalen Agglomeration beitragen.

### Begegnungsfonds
Mithilfe des Begegnungsfonds unterstützt der TEB Projekte, die den Austausch zwischen den Bewohnern der trinationalen Agglomeration fördern. Dies können beispielsweise Sportveranstaltungen, Konzerte oder Theateraufführungen sein.

### Fonds für Klassenbegegnungen
Ähnlich wie beim Begegnungsfonds dient das Förderinstrument der Klassenbegegnungen dazu, den Austausch zwischen Schülern und Schülerinnen aus den drei Ländern zu fördern.

### EU-geförderte Kleinprojeke
Im Rahmen des Interreg-Programms fördert die Europäische Union grenzüberschreitende Kleinprojekte mit einer Förderung von maximal 40 000 €. Um Fördermittel zu erhalten, müssen die Projektträger gewisse Richtlinien und Abläufe einhalten. Der TEB begleitet Projektträger bei diesem Prozedere.

### Weltenbummler
Die Eurodistrikte PAMINA, Strasbourg-Ortenau, Region Freiburg / Centre et Sud Alsace sowie der Trinationale Eurodistrict Basel verfolgen mithilfe des Projekts Weltenbummler das Ziel, die Kenntnisse von Schülern über die jeweiligen Regionen zu erweitern. Mithilfe eines Onlinespiels können sich die Schüler auf eine virtuelle Reise durch die Eurodistrikte begeben. Zu jeweiligen Orten können dann Wissensfragen gelöst werden.
Im Rahmen des Projekts werden auch Klassenbegegnungen gefördert. Schulklassen der verschiedenen Länder können sich treffen und gemeinsam neue Aufgaben zur Erweiterung des Spiels erstellen.

## Assoziierte Projekte
Der TEB kann auch Partner von Projekten sein, welche über die Grenzen seines Gebiets hinausgehen.

### Atmo-Vision
Das Projekt Atmo-Vision hat zum Ziel, die Luftqualität am Oberrhein zu verbessern. Dazu sollen Werkzeuge, Kriterien und Handlungsvorschläge für die Institutionen und Verwaltungen im Projektgebiet erstellt werden. Diese sollen dabei helfen, Emissionen zu erfassen und diese künftig nachhaltig zu verringern. Für das Projekt haben sich zahlreiche Partner aus allen drei Ländern zusammengeschlossen.